# Diary of a Wimpy Kid (novela)
Diary of a Wimpy Kid (en Latinoamérica: Diario de Greg: Un renacuajo y en España: Diario de Greg: Un pringao total) es una novela de comedia de la colección de Diario de Greg. El libro fue lanzado el domingo, 1 de abril de 2007.

## Personajes principales
- Greg Heffley (Protagonista Principal en todos los Diarios)
- Rowley Jefferson
- Fregley
- Rodrick Heffley
- Manny Heffley
- Susan Heffley
- Frank  Heffley

## Sinopsis
Ser casi adolescente puede resultar muy fastidioso. Nadie lo sabe mejor Greg Heffley, inmerso en el duro ambiente del colegio, donde los chicos bajitos que aún no han pegado el estirón tienen que compartir los pasillos con grandullones que ya se afeitan dos veces al día. En el Diario de Greg, el escritor y dibujante Jeff Kinney nos presenta a su antihéroe. Como éste dice en su diario: No crean que voy a estar todo el tiempo "Mi querido diario por aquí" y "Mi querido diario por allá". Por suerte para todos, lo que Greg Heffley dice que va a hacer y lo que realmente hace son cosas muy diferentes.
Greg Heffley aclara que esto no es un diario y que no escribirá cosas como "Mi querido diario por aquí" o "Mi querido diario por allá". Luego explica que solo acordó escribir en uno para cuando es "rico y famoso", y "por ahora, estoy atrapado en la escuela secundaria con un montón de imbéciles". Greg luego habla sobre el queso en su escuela. Comenzó cuando alguien dejó un trozo de queso en el asfalto y se puso mohoso. Si alguien lo toca, tienen el "toque de queso", con el que se quedan atrapados hasta que lo transmiten al tocar a otra persona. Sin embargo, la última víctima del Toque de queso se alejó, y Greg espera que nadie lo vuelva a encender. También habla de su mejor amigo, Rowley. Aunque Greg quiere ser famoso y explica su popularidad a Rowley, "solo entra por un oído y sale por el otro con él".
Greg luego presenta a su familia. Tiene un hermano adolescente, Rodrick, a quien le gusta meterse con él, y un hermano pequeño, un niño pequeño llamado Manny, que obtiene todo lo que quiere y se escapa con todo lo que hace mal. El padre de Greg no fomenta su estilo de vida: jugar videojuegos todo el día, en lugar de salir y practicar deportes.
Cerca de Halloween , Greg escribe que a su padre le gusta esconderse en los arbustos el día de Halloween y empapar a los adolescentes con un bote de basura con agua. Greg y Rowley deciden hacer su propia casa embrujada, aunque terminan ganando solo dos dólares. El día de Halloween, Greg y Rowley van a pedir dulces, pero son desafiados por un grupo de adolescentes que los rocían con un extintor lleno de agua. Cuando llegan a casa, el padre de Greg los empapa por error.
Greg falla una prueba de geografía después de que una chica llamada Patty Farrel lo pilla haciendo trampa. En casa, la madre de Greg lo obliga a audicionar para la obra escolar (basada en El mago de Oz ). Greg consigue el papel de un árbol, mientras que Patty Farrel es elegida como Dorothy, la protagonista de la novela. Durante la presentación del programa, Greg se pone demasiado nervioso para cantar, confundiendo a los otros árboles. Patty se frustra y Greg comienza a tirarle accesorios a Patty. Los otros árboles se unen, y aunque la madre de Greg está decepcionada, Greg termina disfrutando de la obra debido a que regresó a Patty.
Después de recibir algunos regalos para Navidad, Greg decide jugar un juego con Rowley en el que Rowley debe andar en bicicleta mientras Greg intenta noquearlo con una pelota de fútbol. En uno de los intentos de Greg, la pelota se pone debajo de la rueda delantera, lo que hace que Rowley se caiga y se rompa el brazo. Cuando Rowley va a la escuela con un molde de yeso, las chicas lo cuidan (cargando sus libros, alimentándolo), lo que pone celoso a Greg.
Greg decide unirse a las Patrullas de Seguridad en su escuela, con la esperanza de obtener autoridad. También consigue que Rowley se registre, y disfruta de los beneficios de estar en la Patrulla de Seguridad, como obtener chocolate caliente gratis. Él trata de conseguir un lugar en el periódico de la escuela como dibujante y se une a Rowley. A Rowley se le ocurre un cómic llamado "Gajes del oficio". Greg comienza a querer hacer otras tiras, pero Rowley quiere continuar con "Gajes del oficio". Greg presenta sus cómics al maestro y termina obteniendo el trabajo de dibujante. Sin embargo, el maestro cambia por completo el cómic de Greg, incluso haciendo de su personaje un "estudiante curioso" en lugar de un "cretino".
Después de un incidente en el que Greg persigue a algunos niños de jardín de niños con un gusano en un palo y es confundido con Rowley, Rowley es despedido de las Patrullas de Seguridad. Sin embargo, después de que se aclara que Greg fue el verdadero culpable, Rowley es contratado y ascendido mientras Greg es expulsado.
Greg se da cuenta de que el año escolar está llegando a su fin y trata de ingresar a la página de favoritos de clase del anuario. Planea ir a "Class Clown", pero sus planes no funcionan. Durante el almuerzo, recibe un número del periódico de la escuela y descubre que Rowley es el nuevo dibujante, ¡con su Gajes del oficio! tira dejada sin cambios.
Greg se enfrenta a Rowley por ni siquiera incluirlo como cocreador y acaparar toda la fama. Mientras discuten, los adolescentes que los persiguieron en Halloween aparecen y obligan a Greg y Rowley a comer queso. Greg miente que es intolerante a la lactosa, mientras que Rowley se ve obligado a comerlo todo. Al día siguiente, cuando todos notan que el Queso se ha ido, Greg miente que lo tiró. Sin embargo, la gente ahora piensa que tiene el toque de queso.
El libro concluye con Greg obteniendo su anuario, viendo a Rowley en la página de "Gracioso del año".

## Curiosidades
- Este libro tuvo su propia película: Diary of a Wimpy Kid: The Movie
- Este libro tuvo una edición especial llamada Especial Cheesiest Edición
- Es el primer libro de la colección Diario de Greg

- Datos: Q85867377